# Zawady (Kalisz)
Pour les articles homonymes, voir Zawady.
Zawady est une localité polonaise de la gmina d'Opatówek, située dans le powiat de Kalisz en voïvodie de Grande-Pologne.